# Centervagten
Paul Blart: Mall Cop er en amerikansk komediefilm fra 2009, instrueret Steve Carr. Filmen blev udgivet i USA den 16. januar 2009 og distribueret af Columbia Pictures. En efterfølger, Paul Blart: Mall Cop 2, blev udgivet i USA den 17. april 2015.

## Handling
Paul Blart (Kevin James) er bosat i New Jersey sammen med sin datter, Maya og ældre mor, Margaret. Han håber at blive en del af politiet, men lider af hypoglykemi. Blart er sikkerhedsvagt ved et indkøbscenter, hvor han patruljer centeret på en Segway, og oplærer Veck Simms (Keir O'Donnell), som ny vagt. Natten før Black Friday planlægger nogle forbrydere at røve indkøbscenteret. De tager flere ansatte og kunder som gidsel. Simms bliver afsløret som bandens leder – hans job som sikkerhedsvagt var for at samle information fra centeret.
Røverne holder gidslerne for at forhindre at politiet stormer stedet, og de placerer bevægelses-censorer overalt i tilfælde af at nogen prøver at komme ind. Blart snakker med SWAT-lederen James Kent (Bobby Cannavale) som beder Blart komme væk og lade politiet håndtere situationen. Men Blart opdager en kvindelig ansat, Amy Anderson – som han har romantiske følelser for – blandt gidslerne, og vil redde henne. Han opdager at røverne har nedskrevet flere kreditkort-koder, og han indser at deres egentlige plan er at røve en bank ved indkøbscenteret.
Blart arresterer alle røvere, bortset fra Simms som kidnapper Anderson og Maya og stikker af. Blart følger efter dem til en lufthavn, hvor Simms prøver at flygte til Cayman Islands. James Kent dukker op og afslører at han står i ledtog med røverne. Før Kent når at skyde Blart, kommer en anden vagt og skyder Kent i armen. Røverne bliver arresteret. Blart og Anderson gifter sig i indkøbscenteret, stående på hver sin Segway.

## Medvirkende
- Kevin James - Paul Blart
- Jayma Mays - Amy Anderson
- Keir O'Donnell - Veck Simms
- Bobby Cannavale - James Kent
- Adam Ferrara - Sergeant Howard
- Erick Avari - Vijay
- Shirley Knight - Margaret Blart
- Raini Rodriguez - Maya Blart
- Allen Covert - Sikkerhedsvagt
- Bas Rutten - Instruktør
- Gary Valentine - Karaokesanger